# Sông Nhạn
Sông Nhạn là một xã thuộc huyện Cẩm Mỹ, tỉnh Đồng Nai, Việt Nam.
Xã Sông Nhạn có diện tích 47,84 km², dân số năm 2014 là 9.181 người, mật độ dân số đạt 188 người/km².

## Hành chính
Xã Sông Nhạn được chia thành 8 ấp: 1, 2, 3, 4, 5, 6, 61, Suối Đục.